# ساشا انيف
ساشا انيف (بالإسبانية: Sasha Aneff)‏ (26 يونيو 1991 بمونتفيدو في الأوروغواي - ) هو لاعب كرة قدم أوروغواني في مركز الهجوم. شارك مع منتخب الأوروغواي تحت 20 سنة لكرة القدم. أما مع النوادي، فقد لعب مع بوتيف فراتسا وديفينسور سبورتينغ ونادي دومجاله ونادي راسينغ مونتيفيديو ونادي سيريانسكا ونادي أوسييك وسنترو أتلتيكو فينكس ‏.

## وصلات خارجية
- ساشا انيف على موقع الاتحاد الأوربي (الإنجليزية)
- ساشا انيف على موقع قاعدة بيانات كرة القدم.إي يو (الإنجليزية)
- ساشا انيف على موقع Soccerway.com (الإنجليزية)